# 사카모토 류이치
사카모토 류이치(일본어: 坂本 龍一, 1952년 1월 17일 ~ 2023년 3월 28일)는 일본의 작곡가이자, 음악 프로듀서, 피아니스트, 사회 운동가이다.

## 약력
음악가로서 활동하면서 영화 배우로 활동한 경력도 있다. 클래식을 기반으로 민속 음악, 현대 음악 등에도 조예가 깊어 여러 작품을 발표했다. 도쿄 예술 대학 재학 당시 스튜디오 뮤지션으로 활동을 개시하여 1970년대 후반부터 솔로로 활동하는 한편, 음악 그룹 '옐로 매직 오케스트라(YMO)'에서 활동하면서 널리 알려져 일약 인기음악가가 된다. 영화 음악 작곡에서도 활약하고 있어, 일본인 최초로 아카데미상 오리지널 작곡상을 수상했다.
음악활동을 하면서 몇몇 영화나 영상작품에 배우로 출연한 것 외에도, 최근에는 각종 미디어에서 환경문제나 평화문제에 대해 많이 발언하고 있다. 이전에는 채식주의자였으나, '인간으로서의 투쟁본능이 없어질 것 같다'라는 이유에서 그만두었다. '교수'라는 별명이 붙어 있다. 왼손잡이이며, 가수인 사카모토 미우는 작곡가 야노 아키코와의 사이에서 태어난 딸이다. 2006년 11월, 야노의 소속사에서 "야노 아키코와는 2006년 8월에 이혼했다" 라고 발표했다.

## 생애
1952년 도쿄도 나카노구에서 태어났다. 아버지는 편집자로, 미시마 유키오, 노마 히로시 등을 담당했던 사카모토 가즈키이며, 어머니는 모자 디자이너. 3살 때부터 피아노를 배우기 시작해, 학교법인 자유학원 유아생활단에 속한 세타가야 유아생활단에서 만들었던 '토끼의 노래'가 최초의 작곡이다. 10살 무렵에 도쿄 예술대학의 마츠모토 다미노스케에게 사사, 작곡을 배우기 시작한다.
1959년부터는 도쿄 도 세타가야구 규덴에서 자랐다. 세타가야 구립 소시가야 소학교(초등학교), 세타가야 구립 치세 중학교를 나와 1970년에 도쿄 도립 신주쿠 고등학교를 졸업했다. 고등학교 시절에 학생운동에 참가했다. 고등학교 1학년 때 작곡 솜씨에 대해 학교 선배인 이케베 신이치로는 '지금이라도 (도쿄 예술대학에) 충분히 붙는다'라고 큰소리를 쳤다(당시의 도쿄 예술대학 작곡과의 난이도는 지금보다 아득히 높았다고 한다). 그리고 1970년에 도쿄 예술대학에 입학한다. 재학 중에 민속음악학 연구의 태두 고이즈미 후미오의 강의를 듣고, 그의 영향이 현재의 작풍에도 깊게 반영되어 있다고 추정된다. 그러나 고이즈미는 작곡은 하지 않았기 때문에, 작곡기법상으로 영향을 받은 것은 아니다. 재학 당시 1년 정도였지만 현대음악가인 미요시 아키라에게 배운 적이 있다. 시부야에서 열린 작곡가이자 피아니스트인 다카하시 유지의 스터디 모임에 고등학교 때부터 참가했다. 재학 중에 전자 음악을 만나게 되며, 1974년 도쿄 예술대학 음악학부 작곡과를 나와 1976년 동 대학원 음향연구과 석사 과정을 수료.

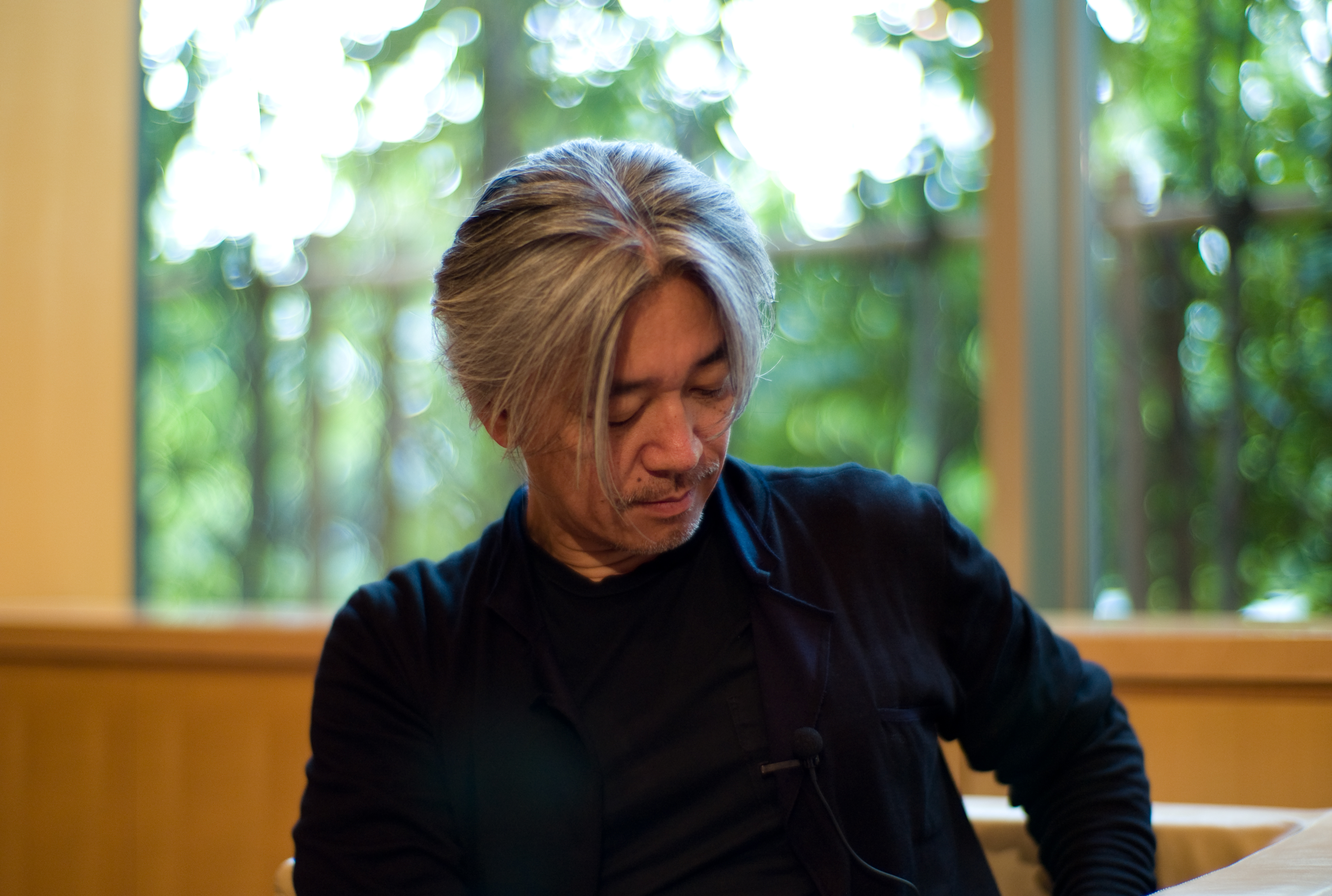
사카모토 류이치

1978년, 호소노 하루오미, 다카하시 유키히로와 함께 옐로 매직 오케스트라(YMO)를 결성하고 활동을 시작한다. 거의 비슷한 시기에 앨범 '천 개의 나이프'를 발표, 솔로로 데뷔한다. 이 해에 극단 '바람의 여행단'의 전신이 되는 텐트 극단 '곡마관'의 음악에도 참가했다.
1979년에서 1980년 사이에 YMO는 2번의 월드 투어를 가진다. 1982년, RC석세션의 이마와노 기요시로와 손잡고 싱글 '금지된 루즈 매직(い・け・な・いルージュマジック, 원 발음대로의 이케나이 루쥬매직으로도 한국에 알려져 있다)'을 발매한다. 시세이도의 1982년 봄 캠페인 송으로 히트를 치게 되며, 텔레비전과 뮤직비디오에서는 짙게 화장을 한 남자끼리 키스를 하는 등의 과격한 퍼포먼스를 전개했다. 이 해에 야노 아키코와 결혼했다.
1983년에 공개된 영화 《전장의 크리스마스》에서 요노이 대위 역으로 출연했다. 또, 출연 조건으로 음악을 담당하게 되었다. 칸느 영화제에 출품되었을 때 영화감독 베르나르도 베르톨루치와 만나게 되며, 이 만남이 영화 마지막 황제로 이어지게 된다. 이 해에 데이빗 실비안과 손잡고 싱글 '금지된 색채'를 발매한다. 1983년에는 YMO는 해산한다.
1984년에 MIDI레코드 설립.
1987년, 영화 '마지막 황제'가 개봉되었다. 사카모토는 만주영화협회의 아마카스 마사히코 이사장 역으로 출연하였고, 음악을 데이빗 번, 콩 수와 함께 담당하였다. 이 영화에서 골든 글로브상을 일본인 최초로 수상하며, 동시에 아카데미상 작곡상을 수상한다. 이후 영화음악 작가로서의 입지를 확립하게 된다.
1989년, 해외를 향한 전략으로 버진 레코드로 이적하지만, 세일즈적인 성공을 거두지도 못하고 몇 년 뒤 계약을 해지하게 된다. 1990년 4월부터는 음악의 거점을 뉴욕으로 옮긴다.
1992년에는 바르셀로나 올림픽 개회식의 매스 게임 음악을 작곡하고, 직접 회장에서 오케스트라를 지휘했다. 의뢰비는 1달러였다. 이 때의 음악에 약간 어레인지를 가미하여 'El Mar Mediterr'로 발표한다. 다카하시 유키히로에 따르면 '굉장히 하길 싫어했다'고 한다.
1993년, YMO 재결성. 앨범을 발표하면서 6월에 도쿄 돔에서 2일간 라이브를 했다.
1994년에 포라이프 레코드로 이적, 레이블 'gut' 설립. 시장의 대상을 다시 일본으로 옮긴다. 1998년에는 워너뮤직 저팬으로 이적하게 된다.
1999년에 산쿄 제약회사의 광고에 사용된 피아노 솔로곡 'energy flow'를 수록한 맥시 싱글 '우라BTTB'(BTTB의 뒷면)가 밀리언셀러가 되면서 경음악으로 첫 오리콘 차트 1위를 기록한다. 이 무렵, 야노 아키코와는 부부 관계가 실질적으로 파경에 처해, 텔레비전 프로그램 '멋진 관계'에서 애인의 존재를 인정했다.
2006년 11월 6일, 일본의 음악 소프트 회사 에이벡스와 신 레이블 'commmons'를 공동설립한다.
오리엔탈리즘을 느끼게 하는 작풍과 초기의 작품에서 보여준 현대 음악의 수법을 사용한 참신함, 음악 이외에도 독특한 풍모와 지적인 발언이 고유의 존재감을 낳아 많은 팬들을 얻었다. 영화, 광고에도 다수 출연했다.
2007년 3월 10일 ~ 5월 28일, 다카타니 시로와 함께 오페라 'LIFE'를 기초로 한 설치작품 'LIFE - fluid, invisible, inaudible ...'을 야마구치정보예술센터에서 전시했다.
2013년 2월 8일, 미국 캘리포니아 대학교 버클리 일본연구센터로부터 '버클리 일본상'을 수상했다.
2014년, 삿포로국제예술제의 객원 감독으로 취임한다.
2014년 7월 10일, 소속사 에이벡스 뮤직 크리에이티브로부터 중인두암 투병으로 요양에 전념하기 위해 콘서트 활동을 중단한다고 발표했다.
2021년 1월 21일, 그는 공식 웹 사이트를 통해 2020년 6월 뉴욕에서 암 진단을 받았으며 직장암 및 전이성 병변 수술을 받았다고 발표했다.
2023년 1월 17일, 마지막 정규 앨범 '12'를 발표했다.
2023년 3월 28일 도쿄도의 병원에서 대장암으로 사망했다.

## 건강 문제
2014년에 중인두암으로 진단되어 치료 끝에 완화되었지만, 직장암으로 진단받은 2020년 6월에는 치료하지 않으면 여명이 반년이라고 알려졌다. 수술에서는, 처음에 암이 발생한 원발 병터와 간장 2곳, 전이한 림프의 종양과 대장을 30센티 절제하고 양 폐로 전이된 암을 적출하는 등 1년 만에 6차례 수술을 받았다. 그 후는 통원하여 투약 치료를 계속하여 왔다. 

## '교수'라는 애칭
일반적으로 교수라는 애칭으로 잘 알려져 있는데, 이 별명은 '음악 이론에 대해 너무 까다롭게 떠들어댄다'라는 이유로 다카하시 유키히로가 붙인 것이다. 다카하시가 텔레비전 프로그램에서 말한 것에 따르면, 사카모토와 처음 만났을 당시 사카모토가 예대의 대학원생이라고 하자, 그것을 들은 다카하시가 놀라서 "교수라도 될 거야?" 라고 물었던 것이 계기가 된 듯하다(라이브에서 어설프고 서투른 말투로 사회를 보는 모습이 너무나도 예대생 풍이었다는 설도 있다). 실제로 교수인 게 아니지만 모교이던 도쿄 예술대학에서 객원교수로 활동하고 있다.

## 솔로 정규 앨범
- 발매 일시  / 앨범 타이틀
- 1978.10.25 Thousand Knives
- 1980.09.21 B-2 Unit
- 1981.10.05 Left Handed Dream
- 1983.12.10 Coda
- 1984.10.24 Ongakuzukan
- 1985.10.05 Esperanto
- 1986.04.21 Futurista
- 1987.07.01 Neo Geo
- 1989.11.21 Beauty
- 1991.10.21 Heartbeat
- 1994.06.17 Sweet Revenge
- 1995.10.20 Smoochy
- 1997.07.02 Discord
- 1998.11.30 BTTB
- 1999.09.12 LIFE IN PROGRESS
- 2002.02.27 Comica
- 2002.05.15 Elephantism
- 2004.02.25 Chasm
- 2009.03.04 Out of Noise
- 2017.03.29 async
- 2023.01.17 12

## 서적
- 음악으로 자유로워지다
- 나는 앞으로 몇 번이나 보름달을 볼 수 있을까

## 출연작

### 영화
- 전장의 크리스마스 (1983년)
- 마지막 황제 (1987년)
- 류이치 사카모토: 코다 (2017년)
- 류이치 사카모토: 에이싱크 (2018년)
- 안녕, 티라노: 영원히, 함께 (2018년)
- 괴물 (2023년)
- 류이치 사카모토: 오퍼스 (2023년)

## 수상
- 2017년 제37회 한국영화평론가협회상 음악상 《남한산성》
- 2018년 제55회 대종상 음악상 《남한산성》